# Gourlizon
Gourlizon – miejscowość i gmina we Francji, w regionie Bretania, w departamencie Finistère.
Według danych na rok 1990 gminę zamieszkiwały 922 osoby, a gęstość zaludnienia wynosiła 93 osoby/km² (wśród 1269 gmin Bretanii Gourlizon plasuje się na 606. miejscu pod względem liczby ludności, natomiast pod względem powierzchni na miejscu 837.).